# Alicia Sacramone
Alicia Sacramone, née le 3 décembre 1987 à Winchester dans l’État du Massachusetts aux États-Unis, est une gymnaste américaine. 
Elle commence la gymnastique à l’âge de huit ans, atteint le niveau élite 2002 et rejoint l’équipe nationale américaine en 2003. Aux Championnats nationaux américains, de 2004 à 2008, elle gagne douze médailles, dont quatre en or au saut de cheval et deux en or au sol. Aux Championnats du monde de gymnastique artistique de 2005 à 2007, elle gagne sept médailles, dont une en or au sol en 2005 et une en or par équipe en 2007. Aux Jeux olympiques d'été de 2008 à Pékin, elle remporte la médaille d’argent par équipe. En 2010, Alicia Sacramone a fait son grand retour en gagnant la médaille d’argent au saut de cheval aux Championnats nationaux américains. Aux Championnats du monde de gymnastique artistique 2010 à Rotterdam, elle remporte aussi la médaille d’or au saut. Cette médaille d’or lui donne un total de neuf médailles d’or en championnats du monde, rejoignant Shannon Miller et Nastia Liukin, athlètes américaines ayant remporté le plus de médailles aux championnats de monde de gymnastique.
Sacramone se fait remarquer par ses qualités de leader et le soutien qu’elle apporte à l’équipe, ainsi que son franc-parler pendant les interviews,.

## Vie privée
Alicia Sacramone est née le 3 décembre 1987 à Boston dans le Massachusetts,. Son père, Fred, est orthodontiste. Elle est d’origine italienne et a un grand frère, Jonathan, qui a 27 ans. Elle a fait ses études secondaires au Winchester High School, qu’elle termine en 2006. Son compagnon est Brady Quinn, le quaterback des Broncos de Denver.

## Débuts
À l’âge de trois ans, Alicia Sacramone prend des cours de danse et cinq ans après, à l’âge de 8 ans, elle commence la gymnastique,. Elle commence sa carrière avec les entraîneurs roumains, Mihail et Silvia Brestyan au club « Gymnastics and more » et continue à s’entraîner avec eux après l’ouverture de leur centre de formation à Ashland, dans le Massachusetts. Le couple Brestyan continue à entraîner la gymnaste jusqu’à ce qu’elle se retire de la compétition en 2008,.
Sacramone a atteint le niveau élite en 2002, se plaçant 17e dans le concours général et 6e au saut lors des championnats junior des États-Unis. Aux championnats nationaux de 2002, elle se place 22e, mais termine 7e à la poutre. Ses résultats se sont largement améliorés l’année suivante. En effet, aux championnats nationaux américains de 2003, elle termine 14e du concours général et gagne la médaille d’or au saut. Elle gagne ainsi sa place dans l’équipe nationale américaine. Sacramone participe à sa première compétition internationale en 2003 à l’occasion du Trophée Massilia, où elle termine 4e au sol et 9e au saut.

## Carrière professionnelle

### 2004
En 2004, Alicia Sacramone gagne sa place dans l’équipe nationale américaine pour les Pacific Alliance Championship à Hawaii. Grâce à ses bons scores, elle contribue à la médaille d’or obtenue par l’équipe et remporte le titre au saut. Ses bonnes performances attirent l’attention des médias qui commencent à la considérer comme un membre légitime de l’équipe pour les Jeux olympiques d'été de 2004.
Pourtant, aux championnats nationaux de 2004, une performance truffée d’erreur anéantit les espoirs olympiques de la gymnaste. Bien qu’elle remporte la médaille d’argent au saut ex æquo avec Mohini Bhardwaj, elle ne termine que 19e au classement général et ne se qualifie pas pour la sélection olympique des États-Unis. Elle souffre aussi d’une blessure au dos et a besoin de faire une pause le temps de se rétablir.
Sacramone continue la compétition fin 2004 comme membre de l’équipe américaine et participe à plusieurs compétitions internationales dont les « Pan American Individual Event Championships », où elle remporte l’or au saut et au sol. À la finale de la Coupe du Monde à Birmingham, Angleterre, Sacramone attire à nouveau l’attention des médias quand elle prend la première place de la championne olympique  Monica Roşu au saut.

### 2005–2006
Aux championnats nationaux de 2005, Sacramone gagne le titre au saut avec un score de 9,9 et au sol. Elle se positionne 3e à la poutre et 4e au concours général. Elle est sélectionnée pour faire partie de l’équipe nationale américaine pour les Championnats du monde de Melbourne en Australie en 2005, où elle gagne la médaille d’or au sol et termine 3e au saut.  Toujours en 2005, elle défend avec succès le titre qu’elle a reçu à la Coupe du monde au saut, le remportant  aux qualifications à Gand et aux finales à Paris.
En 2006, Sacramone reste dans l’équipe américaine et participe aux Championnats du monde à Århus où elle gagne la médaille d’argent par équipe et une autre médaille d’argent au saut.
En septembre 2006, Alicia s’inscrit à l’Université Brown et rejoint l’équipe de gymnastique de l’université. Pendant la saison 2006-2007, elle réussit à participer à toutes les compétitions de la National Collegiate Athletic Association (NCAA) tout en continuant son entraînement haut-niveau avec les Brestyan. Elle est la première gymnaste américaine depuis Kelly Garrison à combiner un cursus universitaire à plein temps, les compétitions de la NCAA et un entraînement de haut-niveau.
Pendant sa première année à Brown, elle bat le record de points au concours général, au saut et au sol. Elle obtient le titre de meilleure recrue de l’année de l’Eastern College Athletic Conference (ECAC) et remporte aisément la Ivy League Classic, devenant la première gymnaste à gagner les cinq épreuves et à obtenir le meilleur score de la compétition. Elle se qualifie pour le sol en individuel aux championnats nationaux de la NCAA. Ce n'est seulement que la deuxième gymnaste de l'université de Brown à réussir cette performance. Cependant, elle ne dépassera pas le tour préliminaire.

### 2007
Aux championnats nationaux américains de 2007, Alicia Sacramone participe à trois épreuves, décidant de laisser les barres asymétriques de côté. Elle remporte l’épreuve du saut, termine 2e au sol et 3e à la poutre. Après les championnats nationaux, elle est sélectionnée pour les Championnats du monde de Stuttgart en Allemagne.
Au cours du tour préliminaire des Championnats de monde, la gymnaste obtient de bons résultats et se qualifie pour les finales du sol et du saut, contribuant par la même occasion à la qualification de l’équipe américaine. Sacramone obtient un score assez haut à la poutre pour se qualifier dans cette épreuve. Cependant, la Fédération internationale de gymnastique (FIG) n’autorise que deux athlètes par pays dans chaque finale. Comme Nastia Liukin et Shawn Johnson ont obtenu des scores plus haut que Sacramone, cette dernière n’a pas pu participer à cette finale. À la finale par équipe, Alicia Sacramone est inscrite au saut (15,750), à la poutre (15,600) et au sol (15,325). Après une rotation difficile à la poutre où deux gymnastes ont fait de grosses erreurs, Sacramone réunit l’équipe et remotive les gymnastes avant leur rotation au sol,. Les gymnastes américaines  terminent avec 184,400 points, score amplement suffisant pour remporter la médaille d’or devant les Chinoises et les Roumaines,.
Aux épreuves finales, Sacramone remporte la médaille de bronze au saut et une médaille d’argent au sol juste derrière Shawn Johnson. Apparemment, ses performances ne l’ont pas entièrement satisfaite et elle a dû retenir ses larmes après son exercice au sol et pendant la cérémonie de remise des médailles.
Les Brestyan ainsi que Martha Karolyi, coordinatrice de l’équipe de gymnastique des États-Unis suggèrent à Sacramone de renoncer à la compétition NCAA pendant la saison 2007-2008 afin de se concentrer sur les Jeux olympiques d'été de 2008. En septembre 2007, elle annonce qu'elle devient professionnelle et signe un contrat avec un agent renonçant donc à son admissibilité à la NCAA.

### 2008: période pré-olympique

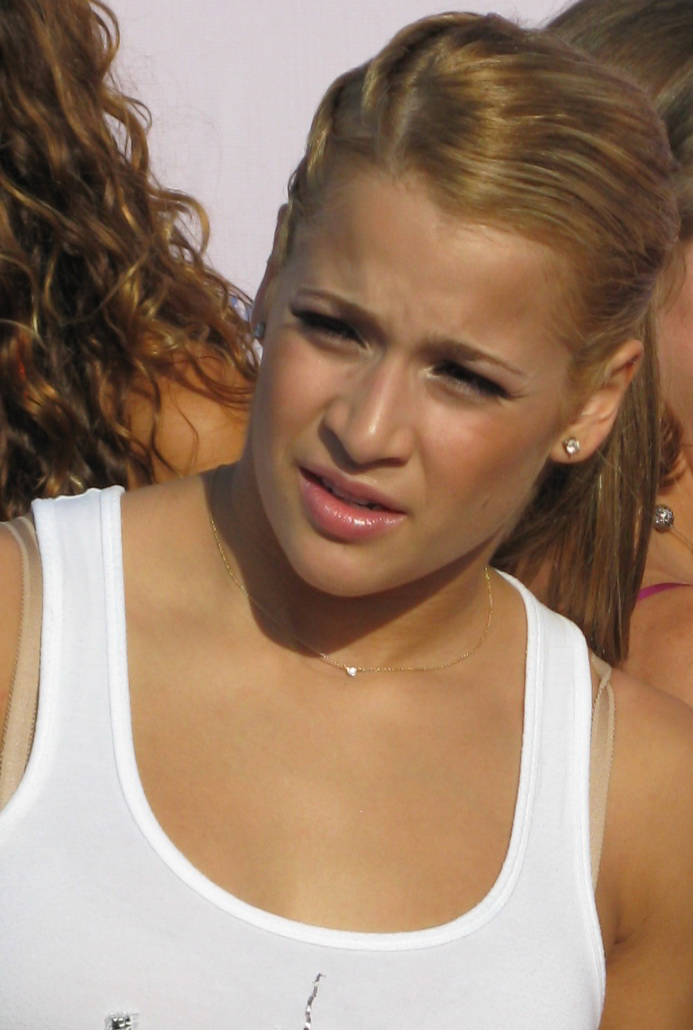
Alicia Sacramone au Frosted Pink With a Twist à San Diego le 14 septembre 2008

Pendant l’année scolaire 2007-2008, Sacramone reste dans l’équipe de gymnastique de l’université en tant qu’entraîneur bénévole. Elle continue d’étudier à Brown et obtient un diplôme en sociologie. Elle prend néanmoins le deuxième semestre pour préparer les Jeux Olympiques,,.
Sacramone obtient de bons résultats aux Championnats nationaux à Boston et qualifications pour les Jeux olympiques à Philadelphie. Le 19 juillet, elle est sélectionnée pour les Jeux olympiques de Pékin.

### Les Jeux olympiques de 2008
Aux Jeux olympiques, Alicia Sacramone participe aux trois épreuves pour les qualifications et les finales par équipes. À la finale par équipe, la gymnaste obtient un score de 15,675 au saut, mais chute au sol et à la poutre subissant une déduction de 1,700 points,.
Le lendemain de la finale par équipe, Sacramone est tenue responsable pour la médaille d’argent de l’équipe américaine et doit faire face aux commentaires négatifs de la presse,. La gymnaste elle-même se tient responsable pour ce résultat. Cependant, des analystes faisant partie de la communauté gymnique, dont Suzanne Yoculan (en), entraîneur principale de l’Université de Géorgie, l’ancien médaillé olympique John Roethlisberger (en) et Paul Ziert, rédacteur de « International Gymnast », montrent que l’équipe américaine a commencé la compétition en déficit par rapport aux Chinoises et que mathématiquement, Sacramone n’est pas la seule responsable de leur échec,,. Sacramone a aussi reçu le soutien de son équipe. Dans une interview, la gymnaste Bridget Sloan déclare : « Nous avons toutes fait des erreurs. Mais c’est vraiment très dur de la voir s’en aller des Jeux olympiques tout en sachant qu’elle pense que c’est entièrement de sa faute. Ce n’est pas du tout le cas et nous l’avons toutes beaucoup encouragées ».
En individuel, Sacramone se place 3e au saut au tour préliminaire et se qualifie pour la finale de l’épreuve, où elle termine 4e, derrière Hong Un Jong, Oksana Chusovitina et Cheng Fei. Alicia Sacramone se place aussi 4e à la poutre au tour préliminaire derrière la Chinoise Li Shanshan et ses coéquipières Nastia Liukin et Shawn Johnson, mais ne participe pas à la finale à cause de la règle de la FIG.

### 2008: retraite temporaire
Dans des interviews, Alicia Sacramone fait allusion à sa retraite après les Jeux olympiques de Pékin. En février 2009, elle confirme sa retraite lors d’une interview à un match de hockey sur glace.

### 2009-2010: retour à l’entraînement et à la compétition
Le 6 août 2009, Sacramone annonce son retour à l’entraînement afin de participer aux compétitions de haut-niveau, mais progressivement car elle avait subi en début d’année une opération de l’épaule.
Le 24 juillet 2010, la gymnaste participe au « Cover Girl Classic ». Elle termine en première position à la poutre et au saut (elle ne participe ni aux barres asymétriques, ni au sol). En août, elle participe aux championnats nationaux au saut et à la poutre. Elle termine 1re au saut (son 5e titre national à cet agrès) et 2e à la poutre. Elle est aussi nommée personnalité sportive de l’année.
Aux Championnats du monde de 2010 à Rotterdam, Sacramone remporte l’or au saut et l’argent à la compétition par équipe. Elle possède aujourd’hui neuf titres mondiaux, ex æquo avec Shannon Miller et Nastia Liukin chez les Américaines.

## Autres activités
En juin 2008, Alicia Sacramone et ses coéquipières Shawn Johnson et Nastia Liukin deviennent les premières athlètes à signer comme ambassadrices de CoverGirl (en). En 2009, on la retrouve dans une publicité pour Gatorade, une parodie de « Monty Python : Sacré Graal ! » dans laquelle elle joue le rôle d’ « Alicia, la fille qui faisait le bruit d’un cheval au trot ».
Dans l’été 2009, la gymnaste fait un court séjour à Los Angeles, en Californie, où elle crée des vêtements pour Tank Farm,. Elle pense éventuellement retourner à l’université pour y étudier le journalisme, mais annonce en août 2009 qu’elle n’a pas l’intention de retourner à l’Université Brown. Dans une interview pour « Inside Gymnastics Magazine », elle déclare : « Je compte reprendre mes études, [mais] je cherche une autre université à Boston. Brown est une super école et j’ai adoré y étudier, mais l’atmosphère ne me convenait pas tout à fait. Peut-être un peu trop libéral pour moi. J’ai passé deux années géniales et ai appris énormément sur moi ainsi que des professeurs et des entraîneurs. Je voudrais aller à l’Université de Boston, au Boston College ou à Harvard. Ce serait vraiment l’idéal. ».

## Palmarès
| Année | Compétition                                | Ind. | Par équipe | Saut | Poutre | Barres asymétriques | Sol |
| ----- | ------------------------------------------ | ---- | ---------- | ---- | ------ | ------------------- | --- |
| 2002  | Championnats nationaux américains (junior) | 22   |            |      | 7      |                     |     |
| 2003  | Championnats nationaux américains          | 14   |            | 4    |        |                     | 3e  |
| 2004  | Championnats nationaux américains          | 19   |            | 2e   |        |                     |     |
| 2004  | Pacific Alliance Championship              |      | 1re        | 1re  |        |                     |     |
| 2004  | Coupe du monde à Gand                      |      |            | 1re  |        |                     | 4   |
| 2004  | Coupe du monde à Birmingham                |      |            | 1re  |        |                     |     |
| 2005  | Championnats nationaux américains          | 4    |            | 1re  | 3e     |                     | 1re |
| 2005  | Championnats du monde                      |      |            | 3e   |        |                     | 1re |
| 2005  | Coupe du monde à Gand                      |      |            | 1re  |        |                     | 1re |
| 2005  | Coupe du monde à Paris                     |      |            | 1re  |        |                     | 6   |
| 2005  | Coupe américaine                           |      |            | 1re  |        |                     | 2e  |
| 2006  | Championnats nationaux américains          | 5    |            | 1re  | 6      | 8                   | 1re |
| 2006  | Championnats du monde                      |      | 2e         | 2e   |        |                     |     |
| 2006  | Coupe du monde à Gand                      |      |            | 2e   |        |                     |     |
| 2007  | Championnats nationaux américains          |      |            | 1re  | 3e     |                     | 3e  |
| 2007  | Championnats du monde                      |      | 1re        | 3e   |        |                     | 2e  |
| 2008  | Championnats nationaux américains          |      |            | 1re  | 3e     |                     | 2e  |
| 2008  | U.S. Olympic Trials                        |      |            | 1re  | 5      |                     | 5   |
| 2008  | Jeux olympiques                            |      | 2e         | 4    |        |                     |     |
| 2010  | Championnats nationaux américains          |      |            | 1re  | 2e     |                     |     |
| 2010  | Championnats du monde                      |      | 2e         | 1re  | 5      |                     |     |
| 2011  | Championnats nationaux américains          |      |            | 2e   | 1re    |                     | 8   |
| 2012  | Championnats nationaux américains          |      |            | 1re  | 3e     |                     |     |
| 2012  | U.S. Olympic Trials                        |      |            | 2e   | 2e     |                     |     |

## Musique d’exercice au sol
2002: "Jazz Machine" - Black Machine

2003–2004: "Explosive" by Bond (groupe)

2005: "Que Locura" by Christian Reyes

2006–2008: "Santa Maria (Del Buen Ayre)" by the Gotan Project